# هری هیلمن

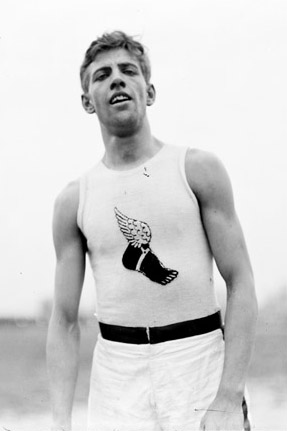
هری هیلمن در سال ۱۹۰۴

هری هیلمن (به انگلیسی: Harry Hillman) ورزشکار مرد رشتهٔ دو و میدانی اهل ایالات متحده آمریکا است. وی در بین سال‌های ‎۱۹۰۴ میلادی در مسابقات بازی‌های المپیک تابستانی در مجموع ۴ مدال، شامل ۳ مدال طلا و ۱ نقره را کسب کرد.